# Salvador Figuera
Salvador Figuera (siglo XVIII - Barcelona, 14 de mayo de 1759) fue un presbítero, compositor y maestro de capilla español.

## Vida
No se conoce mucha información sobre este compositor. Se desconoce cuál es su fecha o lugar de nacimiento. Tampoco se conoce cuál fue su formación.
Las primeras noticias que se tienen de él son de 30 de marzo de 1734, fecha en la fue nombrado maestro de capilla de la iglesia de Santa María del Mar de Barcelona. Al parecer consiguió el cargo tras enfrentarse a otros tres candidatos.
En 1737 formó parte del jurado que calificó las oposiciones al magisterio de la Catedral de Barcelona, junto con Francisco Valls, maestro de capilla jubilado de la misma Catedral, y Bernat Tria, maestro de capilla del Palacio Real Menor de Barcelona. Se decidió solicitar a Figuera su participación tras la renuncia de Pablo Llinás, maestro de Santa María del Pino. Acabaría ganando las oposiciones José Pujol.
El 25 de octubre de 1738 firmó como maestro de capilla de Santa María del Mar la censura de los Fragmentos Músicos de fray Bernardo Comes. Fue uno de los censores, junto con José Pujol.
Permaneció en el magisterio en Santa María del Mar hasta el 8 de julio de 1745, fecha en la que renunció, seguramente por razones de salud. A partir de esa fecha, a pesar de mantenerse como titular, ocupó la plaza su sucesor, Pablo Montserrat.

## Obra
Es autor de música religiosa, entre la que destacan sus oratorios, todos de 1740:
- Saúl convencido por David,
- La heregía convencida por San Antonio,
- Nuestra Señora de la Esperanza y
- Nuestra Señora de los Dolores.

Se conservan 5 piezas suyas de entre 1734 y 1759 en el Canet de Mar (Fondo Musical de la Parroquia de San Pedro y San Pablo de Canet de Mar).
- Tono para 1 voz e instrumentos en re mayor
- Villancet para 6 voces e instrumentos en do mayor
- Villancet para 6 voces e instrumentos en si bemol mayor
- Villancet para 8 voces e instrumentos en si bemol mayor